# Río Bayárcal
Río Bayárcal är ett periodiskt vattendrag i Spanien. Det ligger i den södra delen av landet, 400 km söder om huvudstaden Madrid.